# 829
Cette page concerne l'année 829  du calendrier julien.
L'année 829 est une année commune qui commence un vendredi.

## Événements

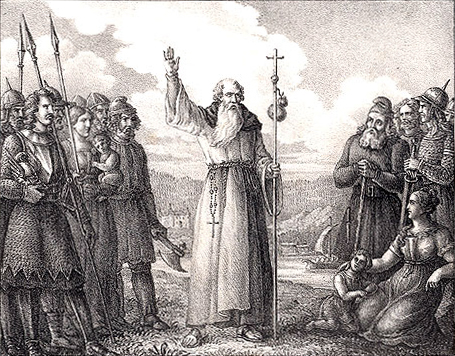
La prédication de saint Anschaire, œuvre de Hugo Hamilton (1830).

- Juin : des conciles sont tenus sur ordre de Louis le Pieux à Mayence, Paris, Lyon et Toulouse[1]. Seuls les actes du sixième concile de Paris tenus le 6 juin nous sont parvenus[2].
- 29 juin : charte d'Inchad, évêque de Paris, qui partage les biens de son église entre l'évêque et les chanoines[3].

- Août : assemblée générale de l'Empire carolingien à Worms. Par l’acte de Worms, Louis le Pieux attribue l’Alémanie, la Rhétie, l’Alsace et une partie de la Bourgogne à son fils Charles au détriment de Lothaire, à la suite d'une révolution de palais orchestrée par Judith de Bavière et Bernard de Septimanie. Lothaire, disgracié, est envoyé en Italie ; Wala est renvoyé à Corbie. Bernard de Septimanie est nommé camérier du palais d’Aix-la-Chapelle. Il se rend très impopulaire à la cour où des rumeurs courent sur ses relations avec la reine Judith de Bavière[4]. Louis le Pieux reçoit à Worms une ambassade du roi Björn, de Birka en Suède ; il envoie Anschaire en mission en auprès de Björn[5].

- 1er octobre : début du règne de Théophile, empereur byzantin (fin en 842). Il fait exécuter les meurtriers de Léon V et reprend la politique iconoclaste[6].
- Octobre : 
  - Théophile envoie une flotte contre les musulmans de Crète ; elle est battue et les Arabes dévastent les Cyclades[6].
  - Jean Grammatikos, précepteur du basileus, est envoyé en ambassade à Bagdad auprès du calife Al-Ma’mūn (829-830). Elle part sans doute à l'automne 829 pour monter la puissance de l'empire et négocier l'arrêt des raids des musulmans en Asie Mineure, sans résultats[7].

- Décembre : prise de Chengdu, dans la province chinoise du Sichuan, par le roi de Nanzhao (actuel Yunnan)[8].

- Campagne d'Egbert de Wessex contre la Mercie. Il conquiert le royaume et ses dépendances, puis reçoit la soumission de la Northumbrie et des Gallois. Le roi Wiglaf de Mercie retrouve son trône en 830[9].
- Échec d'une expédition maritime byzantine appuyée par Venise contre les Sarrasins en Sicile[10].
- Début de la construction à Venise de la première église Saint-Marc pour abriter les reliques du saint[11].
- Ali ibn Chouab al-Tiflisi devient émir de Tbilissi.

## Décès en 829
- 2 juin : Nicéphore Ier, patriarche de Constantinople en exil[6].
- 1er octobre : Michel II Psellos (le Bègue), empereur byzantin[6].

- Assad ibn al-Furat, docteur malikite (né en 759).